# Hualquiro
Hualquiro es un caserío peruano ubicado en el distrito de Huarmaca, perteneciente a la provincia de Huancabamba del departamento de Piura, al norte del Perú.

## Ubicación
Hualquiro se ubica al suroeste de la provincia de Huancabamba, en el distrito de Huarmaca, en el departamento de Piura. Se obtiene acceso por la carretera Succhupampa de Congoña - Cruz de Chalpón - San Antonio de Chucuyuc - Hualquiro, a unos 17 kilómetros (10,6 mi) de la ciudad de Huarmaca.
A nivel de educación, cuenta con la Institución Educativa Secundaria “Santa Ana”, creada en 1980.

## Geografía
El caserío Hualquiro tiene una extensión de aproximadamente 1100 hectáreas (2718,2 acre). Cuenta con un clima cálido y un terreno accidentado formado por colinas, pampas y quebradas.

## Demografía
En 2017 Hualquiro tenía una población de 64 habitantes.